# Південний Гламорган
Південний Гламорган (валл. De Morgannwg) є збереженим графством Уельсу.
Спочатку він був утворений у 1974 році відповідно до Закону про місцеве самоврядування 1972 року як територія ради округу. Він складався з округу Кардіфф разом із південною частиною адміністративного графства Гламорган, а також парафії Сент-Меллонс із Монмутшира.
Ці території були поділені між двома округами: Кардіфф і Долина Гламоргана. Серед графств, створених відповідно до Закону, це була надзвичайно мала кількість округів, причому острів Вайт в Англії був єдиним іншим графством, де їх було два. Крім Кардіффа, графство включало головні міста Баррі, Каубрідж, Ллантвіт-Майор і Пенарт.
Місцеве управління графством було поділено, іноді в конфлікті, між радою округу Південний Гламорган, міською радою Кардіффа та радою району Долина Гламорган.
Відповідно до Закону про місцеве самоврядування (Уельс) 1994 року Південний Гламорган було скасовано 1 квітня 1996 року, а обидві районні ради стали унітарними органами влади. Кожна з цих нових органів влади також включала невеликі частини Середнього Гламоргана, з Віком, Сент-Брідс-Майор і Евенні, перенесеними до Долини Гламорган з округу Огвр, тоді як Пентирч і Крегіо (з району Тафф-Елі) стали частиною Кардіффа.